# Schloss St. Andreas
Das Schloss St. Andreas, so wie es sich heute zeigt, ist ein Bauwerk im Stil des Historismus in Cham im Kanton Zug in der Schweiz. Das von Dagobert Keiser gestaltete Schloss liegt auf einem kleinen Hügel auf einer Landzunge am Nordufer des Zugersees. Es ist im Schweizerischen Inventar der Kulturgüter von nationaler Bedeutung aufgenommen worden und ist öffentlich nicht zugänglich.

## Geschichte
Dendrochronologische Untersuchungen weisen nach, dass auf der Halbinsel zwischen 1150 und 1220 ein erster Bau gestanden haben muss. Die Kernanlage war eine Burg mit unregelmässig runder Umfassungsmauer. 1282 wird der «hof ze sant andrese» das erste Mal schriftlich erwähnt. Der Hof war als ein Lehen der Freiherren von Wolhusen in der Hand von Gottfried II. von Hünenberg. Die Hünenberger erhielten Abgaben von den St. Andreas zugehörigen Personen und besassen auch richterliche Kompetenzen. Wahrscheinlich bildete sich um die Burg eine kleine Siedlung. Die Burg wurde im 14. Jahrhundert befestigt. Die eigentliche Burg wird 1350 erstmals schriftlich erwähnt. Besitzer war damals Gottfried IV. von Hünenberg (gest. 1387), der in den 1350er Jahren seinen festen Wohnsitz in die Stadt Zürich verlegte und zusammen mit seiner Frau, Margarethe von Friedingen (gest. 1372), ein Haus am Neumarkt bewohnte. 1357 war er der reichste Bürger der Stadt Zürich.
1360 nahm Gottfried IV. von Hünenberg am Reichstag in Nürnberg teil. Dort erhielt er vom deutschen Kaiser Karl IV. (1316–1378) das Stadt- und Marktrecht für die der Burg vorgelagerte Siedlung zugesprochen. Nun durfte bei St. Andreas an jedem Montag ein Markt abgehalten werden und Bürger durften in das Städtchen aufgenommen werden. Der Markt konnte sich aber gegenüber dem Stadtzuger Wochenmarkt nicht durchsetzen.
Gottfried IV. von Hünenberg geriet in der Folge in finanzielle Schwierigkeiten und musste 1370 die «vesty ze Sant Andres mit der vorburg» für 3500 florentinische Goldgulden an die habsburgischen Herzöge Albrecht III und Leopold III von Österreich verkaufen. Diese verpfändeten St. Andreas ihrerseits an den reichen Zürcher Götz von Mülner.
1385 überfielen Stadtzuger und Schwyzer Einheiten im Vorfeld des Sempacherkriegs St. Andreas, sie eroberten die Burg.
Die Stadt Zug verstand sich zwar nun als neue Herrin auf St. Andreas. Auf dem Papier gehörte St. Andreas ab 1388 jedoch erbweise Götz Mülners Schwester Anna Manesse. Sie verkaufte die Burg 1406 dem reichen Luzerner Peter von Moos. Ein Streit um den Besitz von St. Andreas wurde von einem eidgenössischen Schiedsgericht geregelt. Die Stadt Zug musste Peter von Moos St. Andreas abkaufen. Mit dem Kauf von St. Andreas und des ehemaligen Fraumünsterhofs samt der dazugehörigen Pfarrkirche entstand 1477 die Vogtei Cham. St. Andreas zerfiel in dieser Zeit allmählich.
Am 23. November 1533 erwarb der Zuger Ratsherr und Söldnerführer Heinrich Schönbrunner St. Andreas. Im Kriegsfall musste er St. Andreas aber den Zugern als militärischen Stützpunkt offenhalten. Schönbrunner sanierte die Burg und machte diese zum Schloss.
Der Besitzer wechselte in den folgenden Jahrhunderten mehrmals. 1775 brachte der Zuger Landschreiber Franz Fidel Landtwing sein grosses Vermögen aus Diensten in Frankreich, darunter auch das 1747 erworbene Schloss, in eine Familienstiftung, die Landtwingsche Fideikommiss ein, in deren Besitz es bis 1903 bleibt.
Das Schloss wurde während der Zeit der Helvetischen Republik und der Mediation durch die Franzosen 1798–1813 als Pferdestall und Gefangenenlager gebraucht und verfiel. 1896 wurde es an den Luzerner Architekten und Oberstdivisionär Heinrich Viktor von Segesser vermietet mit der Auflage, bauliche Veränderungen vorzunehmen und das baufällige Schloss wieder bewohnbar zu machen. Segesser machte den oberen Stock des Schlosses wieder bewohnbar. Er verstarb im Jahr 1900.
1903 kaufte Adelheid Page-Schwerzmann die Schlossanlage. In den vorangehenden Jahren hatte die Familie Page bereits verschiedene Grundstücke auf der Schlosshalbinsel erworben, z. T. über Strohmänner. Sie und ihr Sohn Fred Page wurden nun Besitzer der gesamten Halbinsel. Sie liessen das Schloss durch den Zuger Architekten Dagobert Kaiser umfassend renovieren. Zusätzliche Fenster, farbige Fensterläden, Erker und Balkone wurden angebracht. Zudem erhielt das Gebäude eine Zentralheizung, fliessendes Warm- und Kaltwasser und elektrisches Licht. Das Castellino mit der Hafenanlage wurde 1906 gebaut. 1907 war der Umbau abgeschlossen. Er kostete 1,6 Mio. Franken, für damalige Verhältnisse ein sehr hoher Betrag. Adelheid Page starb 1925, ihr Sohn Fred 1930. Seither ist die Anlage im Besitz ihrer Nachkommen.

## Parkanlage
Der über 67.000 m² grosse Englische Park mit bemerkenswertem alten Baumbestand wurde vom Zürcher Gartenbauarchitekt Otto Fröbel, Sohn Leopold Karl Theodor Fröbels, gestaltet. Heute gehört er zu den wenigen weitgehend in der ursprünglichen Form erhalten gebliebenen Anlagen seiner Zeit. Der Park liegt auf dem Schlosshügel und öffnet sich zum Zugersee hin. Die Bepflanzung ist vielseitig, wobei nordamerikanische Pflanzenarten einen Schwerpunkt bilden. Im Mai, am Wochenende des Muttertags, ist der Park anlässlich der «Gartentage auf Schloss St. Andreas» öffentlich zugänglich. Es gibt Führungen zur Flora des Parkes sowie historische und kunstgeschichtliche Führungen.